# Атропа (картина Гойи)
«Атропа», или «Мойры» (исп. Atropos o Las Parcas), — роспись испанского художника Франсиско Гойи, написанная между 1819 и 1823 годами на стене его «Дома Глухого». Одно из 14 подобных изображений, которое позднее было переведено на холст и ныне хранится в музее Прадо.
Композиция первоначально, согласно инвентаризации в 1828—1830 годах друга Гойи Антонио Бругады, находилась среди панно, расположенных на верхнем этаже «Дома Глухого». В числе других «Мрачных картин» была переведена на холст художником Сальвадором Мартинесом Кубельсом по просьбе французского банкира Фредерика Эмиля д’Эрлангера для показа на Всемирной выставке 1878 года. Работа не привлекала покупателей и поэтому в 1881 году была подарена музею Прадо.

## Сюжет картины
Сюжет картины — интерпретация образов древнегреческих богинь судьбы — Мойр или судьбы как таковой у Гомера, Гесиода, Вергилия и других античных авторов. Эти «дочери ночи», возглавляемые Атропой, безжалостной богиней смерти, держащей ножницы, чтобы перерезать нити жизни; другие две: Клото со своей прялкой (которую Гойя изобразил в виде куклы или новорождённого ребёнка, являющаяся скорее всего аллегорией жизни), и Лахесис, смотрящая через некий объектив или зеркало времени, тем самым отмеряя длину волокна или нити жизни. В противоположность трём этим фигурам, увлечённых своим делом, есть четвёртая, обращённая ко зрителю картины. Руки этой мужской фигуры связаны за спиной, что возможно символизирует его беспомощность в решении собственной судьбы, которой заняты богини.

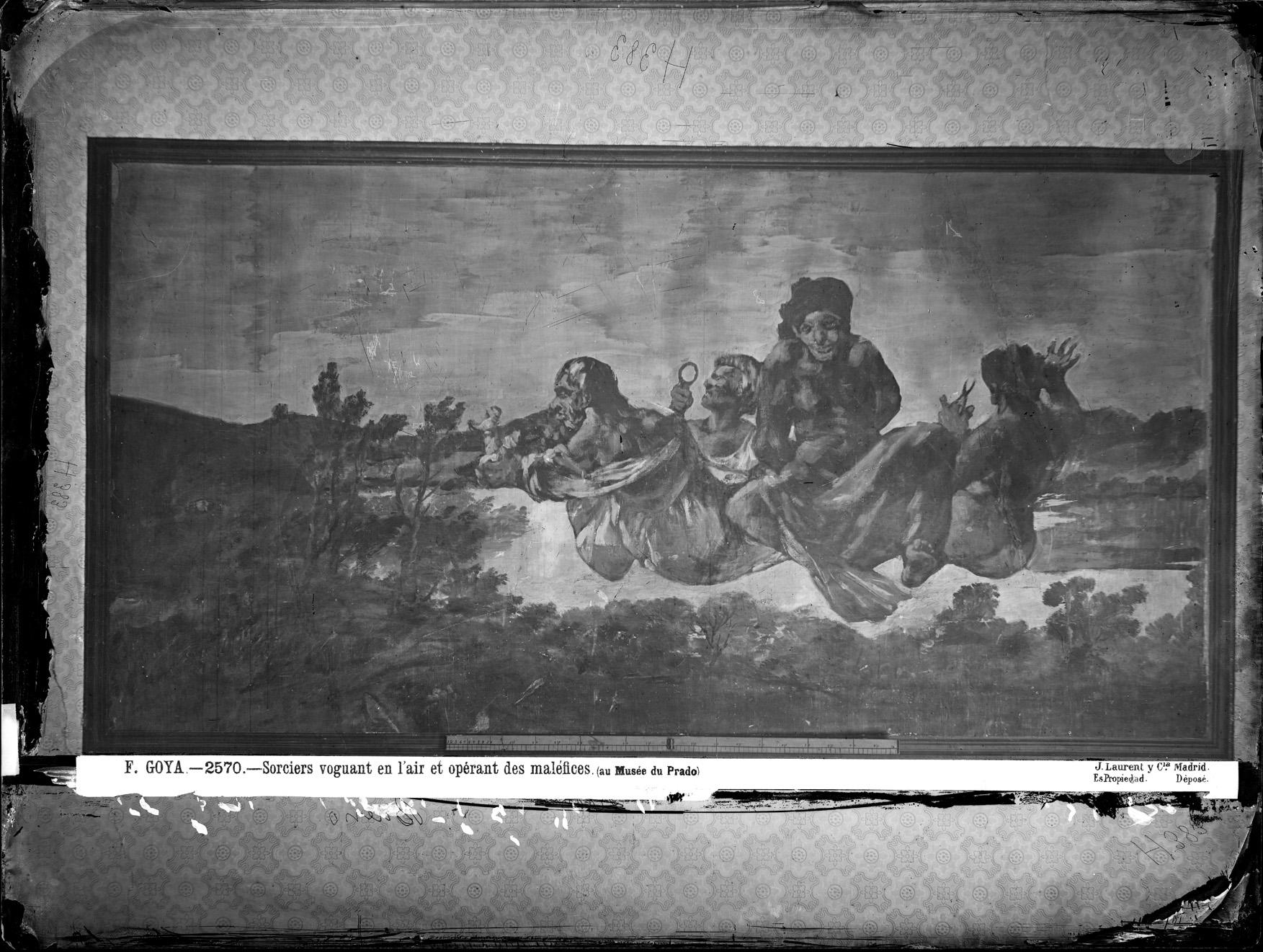
Атропа. Снимок 1874 года росписи Гойи в Доме Глухого.